# Idaea moniliata
Coquille, Acidilie chapelet
Espèce
Idaea moniliata, la Coquille ou l’Acidilie chapelet, est une espèce de Lépidoptères de la famille des Geometridae et du genre Idaea. 

## Répartition
Cette espèce se rencontre dans une grande partie de l'Europe, à l'exception des pays nordiques, ainsi qu'au Proche-Orient. En France, cette espèce est présente dans la moitié sud du pays, excepté la Corse.

## Description
L'imago est caractérisé par des ailes au fond blanchâtres traversés par de fines lignes brun clair. Une rangée de taches blanches rondes est présente sur l'aire post-médiane des ailes. 

## Biologie
C'est une espèce univoltine dont l'imago vole de fin mai jusqu'au début du mois d’août. La chenille est polyphage et se nourrit de diverses espèces de plantes herbacées basses, telles que les genres Viola, Vicia, Taraxacum et Leontodon.

## Dénominations
Ce taxon porte en français les noms vernaculaires ou normalisés suivants : la Coquille,, l'Acidalie chapelet,.

## Systématique
Le nom valide complet (avec auteur) de ce taxon est Idaea moniliata (Denis & Schiffermüller), 1775.
Idaea moniliata a pour synonymes :
- Acidalia moniliata (Denis & Schiffermüller, 1775)
- Geometra moniliaria Hübner
- Geometra moniliata (Denis & Schiffermüller, 1775)
- Idaea pluripunctata Scharfenberg, 1791
- Phalaena omicata Fabricius, 1794
- Phalaena pentalienata Villers, 1789
- Sterrha moniliata (Denis & Schiffermüller, 1775)